# Latridiidae
Famille
Synonymes
- Corticariidae
- Lathrididae
- Lathridiidae

Latridiidae est une famille d'insectes coléoptères de la super-famille des Cucujoidea.

## Sous-familles
- Corticariinae - Latridiinae - †Tetrameropseinae